# Pintura do Naturalismo

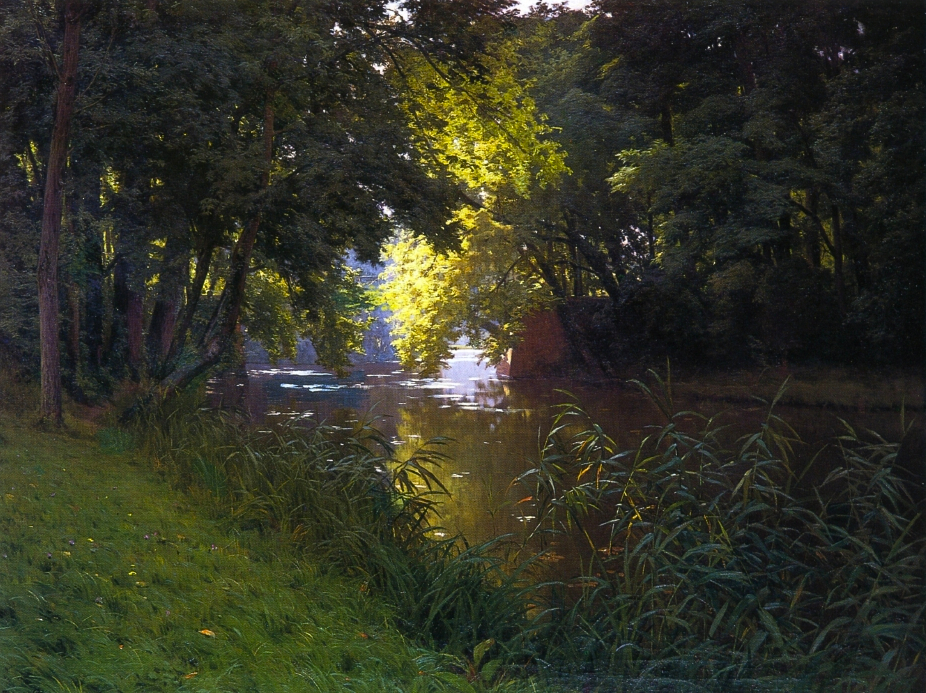
Henri Biva, By the river

O Naturalismo foi um movimento cultural relacionada principalmente com as artes plásticas, a literatura e o teatro, esta corrente artística era conhecida por ser uma variação radical e uma extensão do Realismo e prevaleceu em toda a Europa na segunda metade do século XIX.  
A Pintura do naturalismo refere-se às expressões da pintura do movimento naturalista. Sua característica mais marcante é a representação de objetos realistas numa cena natural.Baseava-se na observação fiel da realidade e na experiência apreendida ao longo do tempo transmitindo ao espetador a verdadeira situação do que está a ser representado, mostrando que o individuo era condicionado às suas características biológicas é determinado pelo ambiente que o rodeia.

Assim como todas as outras mídias do naturalismo, como a literatura e etc;, a pintura naturalista foi uma forma de reação contra o subjetivismo, a idealização e o estilo do Romantismo.Os pintores naturalistas pintavam paisagens, cenas do cotidiano e retratos, fazendo com que maior parte das suas pinturas fossem ao ar livre, uma vez que esta era feita no local enquanto o pintor observava diretamente aquilo que queria pintar, bem como a luz e a cor do local, deixando ao abandono as temáticas religiosas, de inspiração histórica ou literária e a fantasia que os pintores do romantismo tanto gostavam.
Com a adoção desta corrente artística surgiu também a libertação da subjetividade e sentimentalismos exagerados.   Entre eles destaca-se William Bliss Baker, notável por suas paisagens. A pintura naturalista pretendia "imitar a Natureza com exatidão, opondo-se ao idealismo e ao simbolismo". No Naturalismo, o pintor não possui pretensões, atem-se às cores do local, ao sol, ao dia, à noite, muitas vezes retratando o rural.